# 23178 Ghaben
23178 Ghaben è un asteroide della fascia principale. Scoperto nel 2000, presenta un'orbita caratterizzata da un semiasse maggiore pari a 2,2640967 UA e da un'eccentricità di 0,0868788, inclinata di 3,18483° rispetto all'eclittica.